# Estación de Croix-d'Hins
La estación de Croix-d'Hins es una estación ferroviaria francesa de la línea Burdeos - Irún, situada en la comuna de Marcheprime, en el departamento de Gironde, en la región de Aquitania. Por ella circulan únicamente trenes regionales.

## Historia
Fue inaugurada el 7 de mayo de 1841 por la compañía de ferrocarril de Burdeos hasta La Teste. Posteriormente fue cerrada, vendiéndose el edificio para los viajeros a unos particulares. 
Desde 2009, y a petición popular, fue reabierta a razón de dos trenes regionales diarios uniendo Burdeos con Arcachón. 

## Descripción
Este apeadero, se compone de dos andenes laterales y de dos vías. Dispone de refugios cubiertos para los pasajeros ya que el edificio de viajeros, vendido en su tiempo, no ha sido reconstruido.

## Servicios ferroviarios

### Regionales
Los trenes regionales TER enlazan las siguientes ciudades:
- Línea Burdeos - Arcachon.